# 벨렉

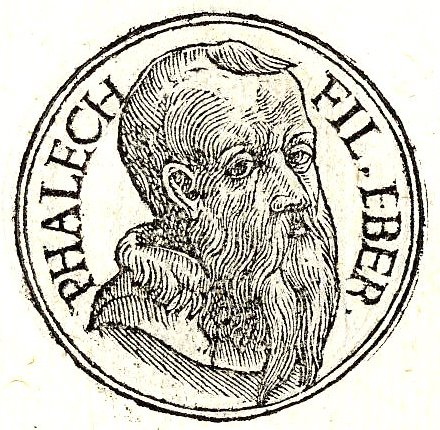

벨렉(Peleg, 펠레그, 히브리어: פֶּלֶג, 로마자: Péleḡ, in pausa 히브리어: פָּלֶג, 로마자: Pā'leḡ, "나누기"; 성서 그리스어: Φάλεκ, 로마자: Phálek)은 히브리어 성경에서 조상인 에벨의 두 아들 중 하나로 언급된다. 창세기 10~11장과 역대상 1장에 나오는 노아의 세대에 따르면 벨렉은 이스마엘인 또는 이스라엘인이다.

## 이름의 대중성
벨렉은 이스라엘에서 흔히 볼 수 있는 이름이자 성이며 항해(lehaflig להפליג)와 군사용 반야영 텐트(peleg-ohel פלג אוהל)의 어근이기도 하다. 영어로 벨렉의 의미는 "시냇물", 작은 강이다.